# فنیدون
فنیدون(به انگلیسی: Phenidone) یا (1-phenyl-3-pyrazolidinone) یک ترکیب شیمیایی آلی است. از عوامل اصلی ظهور فیلم سیاه و سفید، و تاثیر آن پنج تا ده برابر متل می‌باشد. همچنین دارای سمیت پایین و بر خلاف برخی دیگر از عوامل ظهور، به محض تماس با پوست ایجاد حساسیت نمی‌کند.